# Rosi Braidotti
Rosi Braidotti, född 28 september 1954 i Italien, är en italiensk genusvetare. Hon växte upp i Australien, doktorerade i Paris och undervisar nu[när?] i Nederländerna där hon var en av pionjärprofessorerna när genusvetenskap etablerades under 1980-talet. Vid Utrechts universitet i Nederländerna grundade hon en feministisk utbildningstradition som kommit att bli skolbildande och som dessutom blivit ett centrum för en rad prestigefyllda europeiska feministiska forskningsnätverk. Sedan 2005 är hon numera hjärnan bakom Centre for the humanities vid Utrechts universitet i Nederländerna. 